# Play with Toys
Play with Toys é o álbum de estreia da banda Basehead, lançado em 1992.
Foi incluído na lista dos 50 discos do ano de 1992, pela revista Q e colocado no nº 42 do álbuns de 1992 pela NME.
Os temas de Play with Toys focam-se em diversos temas, dos quais destacam-se o álcool e uso de marijuana, depressão, filosofia, política, racismo e relacionamentos acabados. Francis Davis escreveu que as letras de Ivey subvertem as convenções quer do rock e do gangsta rap."

## Faixas
Todas as faixas por Michael Ivey.
1. "Intro" - 1:02
2. "2000 BC" - 4:15
3. "Brand New Day" - 4:52
4. "Not Over You" - 4:38
5. "Better Days" - 3:09
6. "Ode to My Favorite Beer" - 3:42
7. "Hair" - 3:48
8. "Evening News" - 4:37
9. "I Try" - 3:53
10. "Outro"   Ivey 2:56

## Créditos
- Michael Ivey – Guitarra, vocal
- Brian Hendrix – Bateria
- Bruce 'Kool Aid' Gardner - Bateria em "2000 BC"
- Paul 'DJ Unique' Howard - DJ
- Bob Dewald - Baixo em "Play with Toys"